# أولاد موسى (تنزي 2)
أولاد موسى هو دُوَّار يقع بجماعة سيدي بولنوار، عمالة وجدة أنكاد، جهة الشرق في المملكة المغربية. ينتمي الدوّار لمشيخة تنزي 2 التي تضم 3 دواوير. يقدر عدد سكانه بـ 391 نسمة حسب الإحصاء الرسمي للسكان والسكنى لسنة 2004.

## روابط خارجية
- البوابة الوطنية للجماعات الترابية
- المندوبية السامية للتخطيط